# Mario Pedone
Mario Pedone (Roma, 25 agosto 1950 – Fiumicino, 1º novembre 2009) è stato un attore italiano.

## Biografia
Ha partecipato ad alcuni film tra la fine degli anni settanta e gli anni novanta. Tra le pellicole più famose a cui ha preso parte si ricordano Rimini Rimini, Attila flagello di Dio e Fantozzi subisce ancora, nel quale ha impersonato forse il suo ruolo più noto, quello di Franchino, un autostoppista obeso, maleodorante e ricoperto di peli che conduce la comitiva di impiegati in una discarica.

## Filmografia

### Cinema
- Il terrore con gli occhi storti, regia di Steno (1972)
- Ring, regia di Luigi Petrini (1977)
- L'importante è non farsi notare, regia di Romolo Guerrieri (1979)
- Theo Against the Rest of the World, regia di Peter Bringmann (1980)
- Due gocce d'acqua salata, regia di Luigi Russo (1982)
- Attila flagello di Dio, regia di Castellano e Pipolo (1982)
- Incontro nell'ultimo paradiso, regia di Umberto Lenzi (1982)
- Fantozzi subisce ancora, regia di Neri Parenti (1983)
- Endgame - Bronx lotta finale, regia di Joe D'Amato (1983)
- She, regia di Avi Nesher (1984)
- Animali metropolitani, regia di Steno (1987)
- Rimini Rimini, regia di Sergio Corbucci (1987)
- Bellifreschi, regia di Enrico Oldoini (1987)
- Roba da ricchi, regia di Sergio Corbucci (1987)
- Un orso chiamato Arturo, regia di Sergio Martino (1992)

### Televisione
- Cuore, regia di Luigi Comencini – miniserie TV, 1 puntata (1984)
- Investigatori d'Italia, regia di Paolo Poeti – miniserie TV, 1 puntata (1987)
- Classe di ferro – serie TV, 5 episodi (1989)